# William Henry Hubbard
William Henry Hubbard, kanadski letalski častnik, vojaški pilot in letalski as, * 19. maj 1886, Kingston, Ontario, † 19. junij 1960.
Stotnik Hubbard je v svoji vojaški službi dosegel 12 zračnih zmag.

## Življenjepis
Med prvo svetovno vojno je bil pripadnik Kraljevega letalskega korpusa, nato pa Kraljevega vojnega letalstva.

## Odlikovanja
- Distinguished Flying Cross (DFC) s ploščico